# فضل بن قارن طبری
فضل بن قارن طبری یک فرماندهٔ نظامی و فرماندار ایالتی در قرن نهم میلادی بود که به خلافت عباسی خدمت می‌کرد. او از سال ۸۶۲ تا سال ۸۶۴ که کشته شد، به عنوان فرماندار جند حمص خدمت می‌کرد. فضل برادر مازیار بود.

## حرفه
فضل برادر مازیار بن قارن بود که شورشی ناموفق را در سال ۸۳۹ علیه خلافت عباسی در طبرستان  را رهبری کرده بود. پسوند «الطبری» نشان می‌دهد که فضل اهل آن ولایت بوده‌است. در سال ۸۶۰ فضل در حملاتی علیه امپراتوری بیزانس شرکت کرد. او فرماندهی بیست کشتی را در یک لشکرکشی دریایی به آنتالیا برعهده داشت و به قلعه آتالیا در جنوب غربی آناتولی حمله برد. دو سال بعد او توسط خلیفه مستعین به عنوان فرماندار حمص منصوب شد. حمص اخیرا شاهد شورشی بود که منجر به فرار کیدر بن عبدالله العشروسانی فرماندار پیشین شده بود. پس از رسیدن به منطقه، ساکنان محلی فضل نزد فضل آمده و توضیح دادند که شورش آنها در پاسخ به اقدامات کیدر انجام شده‌است. بدین ترتیب فضل بدون درگیری وارد شهر حمص شد.
علی‌رغم آغاز مسالمت‌آمیز فرمانداری، فضل به زودی اطلاع یافت که مردم حمص قصد دارند علیه وی نیز شورش کنند. از این رو او گروهی از رهبران ادعایی شورش را جمع کرد و سر برخی از آنها را برید و صد نفر از افراد سرشناس را نزد خلیفه در سامرا فرستاد. او همچنین دیوارهای شهر را برچید و دستور داد سنگفرش خیابان‌ها را بردارند. اما این اقدامات نتوانست ناآرامی‌ها را فرو بنشاند و سرانجام مردم حمص و گروهی از بنی کلب به رهبری عطیف بن نیمة کلبی متحد شدند و بر علیه فضل شوریدند. فضل به کاخ خالد بن یزید بن معاویه پناه برد، اما توسط یارانش مورد خیانت واقع شد و به شورشیان تحویل داده شد و پس از ربودن پول و همسرانش، او را کشتند و جسدش را بر دروازه‌های شهر آویزان کردند. پس از مرگ او، اوضاع حمص در حالت آشفتگی باقی ماند تا اینکه دوباره توسط موسی بن بوغه الکبیر آرام شد.